# Ernst Barnikol

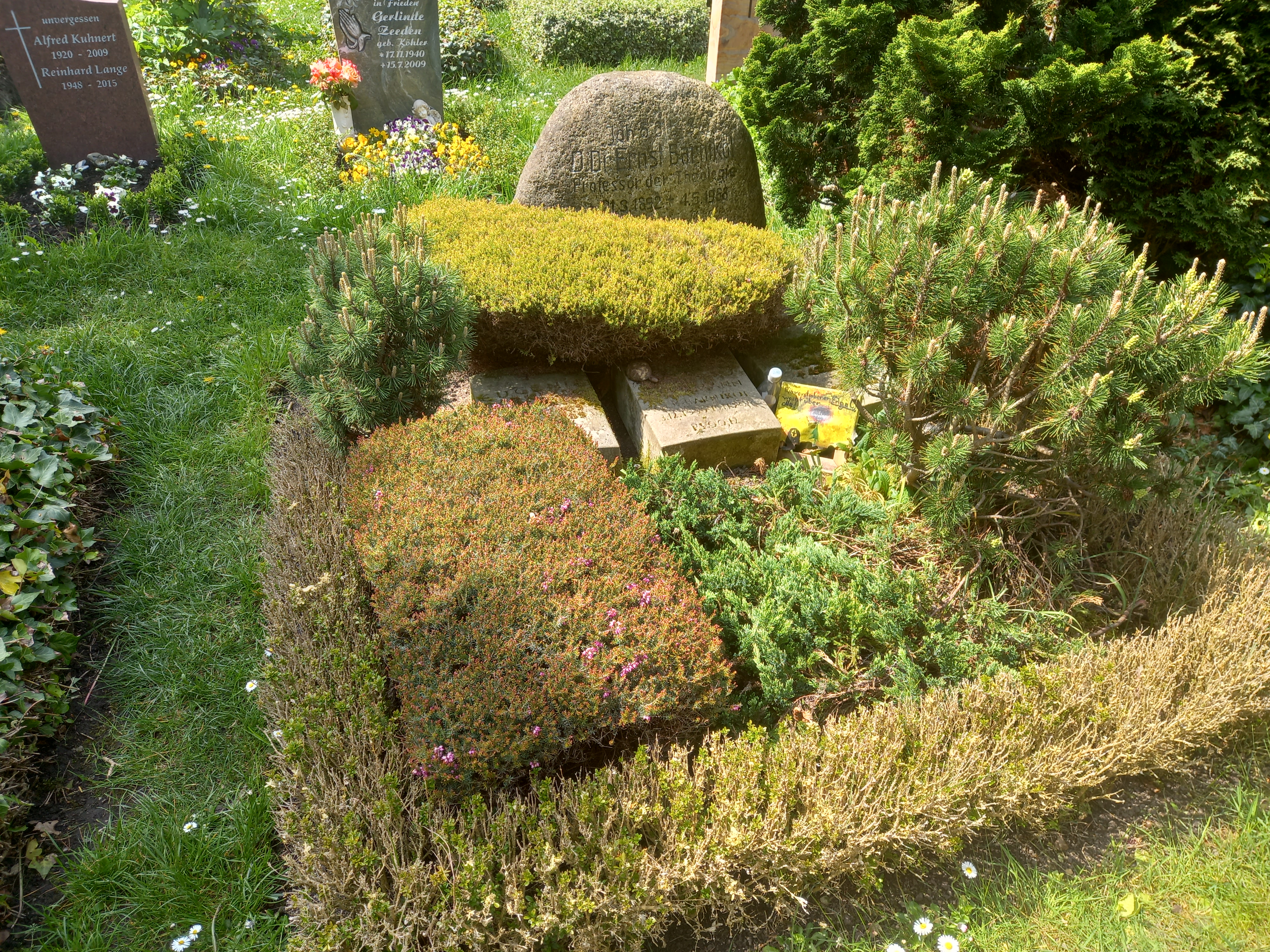
Das Grab von Ernst Barnikol im Familiengrab auf dem evangelischen Laurentiusfriedhof in Halle

Ernst Barnikol (* 21. März 1892 in Barmen; † 4. Mai 1968 in Halle (Saale)) war ein deutscher evangelischer Theologe auf dem Gebiet der Kirchengeschichte.

## Leben
Ernst Barnikol war der Sohn eines Wagenfabrikanten und wurde zunächst auf einer Schule seiner Heimatstadt vorgebildet. Danach besuchte er eine Koblenzer Schule, wo er 1910 sein Abitur bestand. Anschließend studierte er Geschichte, Germanistik, Philosophie sowie Theologie an den Universitäten Tübingen, Marburg und Berlin, ferner von 1914 bis 1916 an der Universität Utrecht. Danach ging er wieder nach Marburg, wo er 1916 zum Doktor der Philologie promoviert wurde. 1916 und 1917 fungierte er als Soldat im Wachdienst. In diesem Jahr bestand er sein theologisches Staatsexamen.
Noch 1917 wurde Barnikol in Wesseling Hilfspastor. In Marburg wurde er 1920 Lizentiat der Theologie und wurde 1921 an der theologischen Fakultät der Universität Bonn auf dem Gebiet des Urchristentums habilitiert. Noch in diesem Jahr wurde er als Privatdozent für das Neue Testament angestellt, im nächsten Jahr lehrte er auch Kirchengeschichte. Im Jahr 1923 erhielt er von der Universität einen Lehrauftrag für die neutestamentliche Zeitgeschichte, im Folgejahr aber fungierte er wieder als Privatdozent und gab die Stelle in Wesseling auf.
Im Jahr 1928 wurde Barnikol als planmäßiger ordentlicher Professor für die Kirchen- und Geschichte des Urchristentums an die Universität Kiel berufen. In dieser Zeit verfasste er einige Schriften und edierte auch Quellen von Sozialisten wie Wilhelm Weitling. Aufgrund dessen wurde er bereits 1929 als ordentlicher Professor an die Theologische Fakultät der Universität Halle berufen.
Politisch engagierte sich Barnikol in der Weimarer Republik in der linksliberalen DDP, deren Reichsparteiausschuss er von 1928 bis 1930 angehörte.
1933, zu den Kirchenwahlen, musste Barnikol eine Geldstrafe zahlen, weil er in seiner Gemeinde für eine politische Auseinandersetzung gesorgt hatte. Er stand der Kirchenpolitik des Nationalsozialismus nicht allgemein ablehnend gegenüber. Er gehörte in der NS-Zeit dem NS-Dozentenbund und der Nationalsozialistischen Volkswohlfahrt an.
Im August 1945 gehörte Barnikol als Vertreter der SPD, in die er am 7. Juli 1945 eingetreten war, dem antifaschistischen Universitätsausschuss an, der die Entnazifizierung der Universität anstrebte. Er hatte dazu beigetragen, dass Schriften von Karl Marx, die in der Weimarer Republik erschienen, in der Bibliothek der Theologischen Fakultät der Hallenser Universität nach ihrer Wiedereröffnung 1945/46 noch vorhanden waren und von den Studierenden genutzt werden konnten. Durch die Zwangsvereinigung der SPD mit der KPD wurde er 1946 Mitglied der SED, trat aber 29. September 1948 aus der Partei aus. Später war Barnikol kurzzeitig auch Vorsitzender des Universitäts-Hauptbetriebsrates. Seine Tätigkeit an der Universität war aber nicht unumstritten. Man behauptete, er habe dem Sicherheitsdienst des Reichsführers SS angehört, was sich später als unwahr herausstellte. In den 1950er Jahren folgten Streitigkeiten mit der SED, seine Professur blieb aber unberührt. 1960 schließlich trat er in den Ruhestand und verstarb 1968 im Alter von 76 Jahren in Halle. Barnikols Grab befindet sich auf dem Laurentius-Friedhof.

## Werke
- Studien zur Geschichte der Brüder vom gemeinsamen Leben. Die 1. Periode der deutschen Brüderbewegung: Die Zeit Heinrichs von Ahaus. Ein Beitrag zur Entwicklung und Organisation des religiösen Lebens auf deutschem Boden im ausgehenden Mittelalter (1917)
- Das entdeckte Christentum im Vormärz. Bruno Bauers Kampf gegen Religion und Christentum und Erstausgabe seiner Kampfschrift (1927)
- Weitling, der Gefangene und seine »Gerechtigkeit«. Eine kritische Untersuchung über Werk und Wesen des frühsozialistischen Messias (1929)
- Die drei Jerusalemreisen des Paulus. Die echte Konkordanz der Paulusbriefe der Wir-Quellen der Apostelgeschichte (1929)
- Die vorchristliche und frühchristliche Zeit des Paulus. Nach seinen geschichtlichen und geographischen Selbstzeugnissen im Galaterbrief (1929)
- Der nichtpaulinische Ursprung des Parallelismus der Apostel Paulus und Petrus (Gal. 2, 7-8) (1931)
- Personen-Probleme der Apostelgeschichte, Johannes Markus, Silas und Titus. Untersuchung zur Struktur der Apostelgeschichte und zur Verfasserschaft der Wir-Quellen (1931)
- Römer 15. Letzte Reiseziele des Paulus. Jerusalem, Rom und Antiochien. Voruntersuchungen zur Entstehung des sogenannten Römerbriefes (1931)
- Prolegomena zur neutestamentlichen Dogmengeschichte. 1. Mensch und Messias. Der nichtpaulinische Ursprung der Präexistenz-Christologie; 2. Phil. 2. Der marcionische Ursprung des Mythos-Satzes Phil. 2, 6-7 (1932)
- Die Entstehung der Kirche im 2. Jahrhundert und die Zeit Marcions (1933)
- Zurück zum alten Glauben. Jesus der Christus. Evangelischer Ruf an deutsche Theologen und Laien (1933)
- Apostolische und neutestamentliche Dogmengeschichte als Vor-Dogmengeschichte (1933, erweiterte Ausgabe 1938)
- Spanienreise und Römerbrief (1934)
- Deutsche Christenbibel. Das Evangelium im Lutherdeutsch als Heilsgeschichte. Handreichung für die Gemeinde und für Suchende (1934)
- Die Christwerdung des Paulus in Galiläa und der Apostelberufung vor Damaskus und im Tempel (1935)
- Verantwortung, Erbe und Aufgabe der deutschen evangelischen Kirche (1938)
- Das Diakonenamt als das älteste Leib- und Seelsorge vereinende Amt der Gemeinde (1941)
- Luther in evangelischer Sicht. Vorträge (1954)
- Das Leben Jesu der Heilsgeschichte (1958)